# Ring Shout : Cantique rituel
Ring Shout : Cantique rituel (titre original : Ring Shout; or, Hunting Ku Kluxes in the End Times) un roman court de fantastique écrit par P. Djèlí Clark et paru en 2020 aux éditions Tor.com puis traduit en français et publié aux éditions L'Atalante en 2021. 
Il a remporté le prix Nebula du meilleur roman court 2020, le prix Locus du meilleur roman court 2021 ainsi que le prix British Fantasy du meilleur roman court 2021. Il a également été nommé au prix Hugo du meilleur roman court 2021.

## Résumé
En 1922, dans la ville de Macon située en l'État de Géorgie, dans une Amérique où des créatures lovecraftiennes sont apparues au sein du Ku Klux Klan, rendant la lutte des noirs américains pour leurs droits et pour leur vie encore plus sanglante et meurtrière, Maryse Boudreaux est une jeune femme de vingt-six ans ayant vue ses parents et son frère assassinés par pendaison dans leur maison alors qu'elle était cachée sous le plancher. Elle a pris la tête de la lutte armée contre les Ku Kluxes, nom donné aux membres du Klan qui se sont transformés en créatures non-humaines. Elle est capable d'invoquer une épée magique provenant de forces surnaturelles associées à d'anciens dieux africains. Elle va être confrontée à un choix cornélien qui va décider non seulement du sort des Noirs américains mais de l'Amérique tout entière.